# Liga Sudamericana de Clubes 2004
La Liga Sudamericana de Clubes 2004 fue la octava edición del torneo más importante de básquet en Sudamérica, y el primero después de no haberse disputado en 2003. Participaron dieciséis equipos provenientes de nueve países, todos excepto Perú tuvieron representante.
El campeón de esta edición fue el cuadro argentino de Atenas, que venció en la final al equipo brasilero de Uberlândia y  con ello logró su tercer título en esta competencia.

## Participantes
| País                   | Equipo                                              | Vía de clasificación                                                    |
| ---------------------- | --------------------------------------------------- | ----------------------------------------------------------------------- |
| Argentina 2 cupos + CV | Libertad (Sunchales) Atenas de Córdoba Boca Juniors | Campeón defensor Campeón de la LNB 2002-03 Subcampeón de la LNB 2002-03 |
| Bolivia 1 cupo         | Club Real Santa Cruz                                | Invitado                                                                |
| Brasil 3 cupos         | Ribeirão Preto Uberlândia Minas Tênis Clube         | Campeón LNB 2003 Subcampeón LNB 2003 Tercero LNB 2003                   |
| Chile 2 cupos          | Provincial Llanquihue Universidad Católica          | Campeón Dimayor 2003 Subcampeón Dimayor 2003                            |
| Colombia 1 cupo        | Los Paisas                                          | Subcampeón Copa Invitacional FCB 2003                                   |
| Ecuador 1 cupo         | La Salle                                            | Subcampeón LNB 2003                                                     |
| Paraguay 1 cupo        | Deportivo San José                                  | Campeón Temporada 2003                                                  |
| Uruguay 2 cupos        | Trouville Olimpia                                   | Tercero LUB 2003 Invitado                                               |
| Venezuela 2 cupos      | Marinos de Oriente Cocodrilos de Caracas            | Campeón LPBV 2003 Mejor ubicado                                         |

CV: campeón vigente, o campeón defensor.

## Modo de disputa
El torneo estuvo dividido en dos etapas, la fase de grupos y los play-offs.
Fase de grupos
Los dieciséis participantes se dividieron en cuatro grupos de cuatro equipos cada uno, donde disputaron partidos todos contra todos dentro de su grupo. Cada grupo tuvo una sede fija la cual fue sorteada previamente.
 Los dos mejores de cada grupo avanzaron a la siguiente fase, la de play-offs.
- Grupo A: Santiago de Chile, Chile.[1]
- Grupo B: Ribeirão Preto, Brasil.[2]
- Grupo C: Córdoba, Argentina.[3]
- Grupo D: Puerto La Cruz, Venezuela.[4]

Play offs
Los ocho participantes se enfrentaron en parejas a duelos al mejor de tres, los cuales se jugaron 1-2, disputando dos partidos como local los primeros de grupo. Los cuatro ganadores avanzaron de fase y se enfrentaron nuevamente con el mismo formato.
La final se jugó al mejor de cinco encuentros, disputados 2-2-1.

## Fase de grupos

### Grupo A - Santiago, Chile
| Pos. | Equipo                | Pts | PJ | PG | PP | PF  | PC  | Dif  |
| ---- | --------------------- | --- | -- | -- | -- | --- | --- | ---- |
| 1.   | Universidad Católica  | 6   | 3  | 3  | 0  | 302 | 243 | +59  |
| 2.   | Boca Juniors          | 5   | 3  | 2  | 1  | 313 | 256 | +57  |
| 3.   | Cocodrilos de Caracas | 4   | 3  | 1  | 2  | 321 | 269 | +52  |
| 4.   | Real Santa Cruz       | 3   | 3  | 0  | 3  | 176 | 344 | -168 |

|  | Clasificado a la siguiente fase del torneo. |

Los horarios corresponde al huso horario de Santiago de Chile, UTC -3.
| 6 de febrero, 20:00 | U. Católica                                                                       | 103–55               | Real Santa Cruz                                                |                                                  |  |
|                     | Parciales: 29–17, 25–19, 21–16, 28–3                                              |                      |                                                                |                                                  |  |
|                     | Estadísticas Percy Werth Moreno 24 Claus Mauricio Prutzmann 10 Felipe Contreras 4 | Reporte Pts Reb Asts | Estadísticas 16 Roberto Chapotin 7 Germán Zelada 5 Víctor Añes | Pabellón: Estadio U. Católica, Santiago de Chile |  |

| 6 de febrero, 22:00 | Boca Juniors                                                          | 105–100              | Cocodrilos                                                                   |                                                  |  |
|                     | Parciales: 28–25, 26–28, 28–25, 23–22                                 |                      |                                                                              |                                                  |  |
|                     | Estadísticas Paolo Quinteros 29 Matías Sandes 5 Diego Aníbal Guaita 4 | Reporte Pts Reb Asts | Estadísticas 23 Matthew Mark Jones 8 Wladimir Saavedra Crespo 3 Juan Herrera | Pabellón: Estadio U. Católica, Santiago de Chile |  |

| 7 de febrero, 20:00 | Boca Juniors                                                                      | 121–59               | Real Santa Cruz                                                                 |                                                  |  |
|                     | Parciales: –, –, –, –                                                             |                      |                                                                                 |                                                  |  |
|                     | Estadísticas Matías Emanuel Fioretti 17 Martín Leiva 12 Matías Emanuel Fioretti 4 | Reporte Pts Reb Asts | Estadísticas 19 Carlos Terán Hernández 9 Carlos Terán Hernández 4 Germán Zelada | Pabellón: Estadio U. Católica, Santiago de Chile |  |

| 7 de febrero, 22:00 | U. Católica                                                                | 102–101              | Cocodrilos                                                          |                                                  |  |
|                     | Parciales: 22–22, 20–23, 28–21, 17–21 (T.E.: 15–14)                        |                      |                                                                     |                                                  |  |
|                     | Estadísticas Aw Boubacar 32 Christian Díaz Horzella 7 Percy Werth Moreno 6 | Reporte Pts Reb Asts | Estadísticas 25 Víctor González 9 José Ángel Hernández 9 Henry Páez | Pabellón: Estadio U. Católica, Santiago de Chile |  |

| 8 de febrero, 20:00 | Cocodrilos                                                                       | 120–62               | Real Santa Cruz                                                       |                                                  |  |
|                     | Parciales: 22–22, 20–23, 28–21, 17–21                                            |                      |                                                                       |                                                  |  |
|                     | Estadísticas Matthew Mark Jones 32 Waldimir Saavedra Crespo 9 Alejandro Otaiza 4 | Reporte Pts Reb Asts | Estadísticas 22 Víctor Añes 9 Carlos Terán Hernández 2 Johannes Falch | Pabellón: Estadio U. Católica, Santiago de Chile |  |

| 8 de febrero, 22:00 | U. Católica                                                                     | 97–87                | Boca Juniors                                                               |                                                  |  |
|                     | Parciales: 23–23, 19–21, 19–19, 36–24                                           |                      |                                                                            |                                                  |  |
|                     | Estadísticas Justin Arone Howard 28 Justin Arone Howard 15 Percy Werth Moreno 8 | Reporte Pts Reb Asts | Estadísticas 25 Paolo Quinteros 7 Martín Leiva 4 Pablo Sebastián Rodríguez | Pabellón: Estadio U. Católica, Santiago de Chile |  |

### Grupo B - Ribeirão Preto, Brasil
| Pos. | Equipo               | Pts | PJ | PG | PP | PF  | PC  | Dif |
| ---- | -------------------- | --- | -- | -- | -- | --- | --- | --- |
| 1.   | Ribeirão Preto       | 6   | 3  | 3  | 0  | 303 | 229 | +74 |
| 2.   | Libertad (Sunchales) | 5   | 3  | 2  | 1  | 248 | 255 | -7  |
| 3.   | Deportivo San José   | 4   | 3  | 1  | 2  | 229 | 275 | -46 |
| 4.   | Olimpia              | 3   | 3  | 0  | 3  | 260 | 281 | -21 |

|  | Clasificado a la siguiente fase del torneo. |

Los horarios corresponde al huso horario de Ribeirão Preto, UTC -3.
| 13 de febrero, 19:00 | Libertad                                                         | 84–81                | Olimpia                                                        |                                          |  |
|                      | Parciales: –, –, –, –                                            |                      |                                                                |                                          |  |
|                      | Estadísticas Edgar Henry Merchant 24 José Vargas 7 Eloy Martín 5 | Reporte Pts Reb Asts | Estadísticas 24 Bruce Jenkins 11 Omar Galeano 7 Mauro Tornaria | Pabellón: Ginásio UNICOC, Ribeirão Preto |  |

| 13 de febrero, 21:00 | Ribeirão Preto                                                                                    | 106–55               | Deportivo San José                                                              |                                          |  |
|                      | Parciales: –, –, –, –                                                                             |                      |                                                                                 |                                          |  |
|                      | Estadísticas Gilson Trinidade De Jesús 19 Lucas Daniel Tisher 8 Welington Reginaldo Dos Santos 12 | Reporte Pts Reb Asts | Estadísticas 16 Enrique Javier Martínez Miranda 7 Roberto Amaro 3 Roberto Amaro | Pabellón: Ginásio UNICOC, Ribeirão Preto |  |

| 14 de febrero, 15:00 | Deportivo San José                                                                                      | 82–85                | Libertad                                                 |                                          |  |
|                      | Parciales: –, –, –, –                                                                                   |                      |                                                          |                                          |  |
|                      | Estadísticas Enrique Javier Matínez Miranda 23 Gustavo Szczygielski 9 Enrique Javier Matínez Miranda 12 | Reporte Pts Reb Asts | Estadísticas 30 José Vargas 13 José Vargas 6 Eloy Martín | Pabellón: Ginásio UNICOC, Ribeirão Preto |  |

| 14 de febrero, 17:00 | Ribeirão Preto                                                                                | 105–96               | Olimpia                                                            |                                          |  |
|                      | Parciales: –, –, –, –                                                                         |                      |                                                                    |                                          |  |
|                      | Estadísticas Renato Lamas Pinto 26 Tiago Valentin de Lima 13 Wlington Reginaldo Dos Santos 14 | Reporte Pts Reb Asts | Estadísticas 27 Mauro Tornaria 12 Jameel Heywood 10 Mauro Tornaria | Pabellón: Ginásio UNICOC, Ribeirão Preto |  |

| 15 de febrero, 15:00 | Olimpia                                                         | 84–92                | Deportivo San José                                                                |                                          |  |
|                      | Parciales: –, –, –, –                                           |                      |                                                                                   |                                          |  |
|                      | Estadísticas Jameel Heywood 27 Bruce Jenkins 8 Mauro Tornaria 7 | Reporte Pts Reb Asts | Estadísticas 27 Roberto Amaro 13 Roberto Amaro 13 Enrique Javier Martínez Miranda | Pabellón: Ginásio UNICOC, Ribeirão Preto |  |

| 15 de febrero, 17:00 | Ribeirão Preto                                                                    | 92–79                | Libertad                                                           |                                          |  |
|                      |                                                                                   |                      |                                                                    |                                          |  |
|                      | Estadísticas Renato Lamas Pinto 29 Marcio Santos Cipriano 13 Renato Lamas Pinto 7 | Reporte Pts Reb Asts | Estadísticas 18 Diego Cavaco 5 Charles Rahmel Jones 4 Gabriel Díaz | Pabellón: Ginásio UNICOC, Ribeirão Preto |  |

### Grupo C - Córdoba, Argentina
| Pos. | Equipo                | Pts | PJ | PG | PP | PF  | PC  | Dif |
| ---- | --------------------- | --- | -- | -- | -- | --- | --- | --- |
| 1.   | Atenas (Córdoba)      | 6   | 3  | 3  | 0  | 260 | 217 | +43 |
| 2.   | Minas Tênis Clube     | 5   | 3  | 2  | 1  | 254 | 234 | +20 |
| 3.   | Trouville             | 4   | 3  | 1  | 2  | 263 | 277 | -14 |
| 4.   | Provincial Llanquihue | 3   | 3  | 0  | 3  | 213 | 262 | -59 |

|  | Clasificado a la siguiente fase del torneo. |

Los horarios corresponde al huso horario de Córdoba, UTC -3.
| 10 de febrero, 20:00 | Trouville                                                                        | 96–103               | Minas Tênis Clube                                                                             |                                                           |  |
|                      | Parciales: –, –, –, –                                                            |                      |                                                                                               |                                                           |  |
|                      | Estadísticas Jeffery Le Roy Clifton 26 Claudio Chaquero 10 Joaquín Izuibejeres 2 | Reporte Pts Reb Asts | Estadísticas 19 Michel Ferreira Do Nascimento 8 Marcos Sathler García 8 Flávio Aurelio Soares | Pabellón: Polideportivo Municipal Carlos Cerutti, Córdoba |  |

| 10 de febrero, 22:00 | Atenas                                                            | 89–72                | Provincial Llanquihue                                                                     |                                                           |  |
|                      | Parciales: –, –, –, –                                             |                      |                                                                                           |                                                           |  |
|                      | Estadísticas Joshua Pittman 24 Diego Osella 6 Facundo Sucatzky 10 | Reporte Pts Reb Asts | Estadísticas 24 Yark Michael Martínez 9 Patricio Briones Moller 3 Patricio Briones Moller | Pabellón: Polideportivo Municipal Carlos Cerutti, Córdoba |  |

| 11 de febrero, 20:00 | Minas Tênis Clubes                                                              | 83–56                | Provincial Llanquihue                                                                     |                                                           |  |
|                      | Parciales: –, –, –, –                                                           |                      |                                                                                           |                                                           |  |
|                      | Estadísticas Eric Allen Strand 16 Aylton Cardoso Tesch 8 Federico Lima Santos 4 | Reporte Pts Reb Asts | Estadísticas 19 Patricio Briones Moller 13 Yark Michael Martínez 2 Francisco Javier Véliz | Pabellón: Polideportivo Municipal Carlos Cerutti, Córdoba |  |

| 11 de febrero, 22:00 | Atenas                                                                                          | 89–77                | Trouville                                                                          |                                                           |  |
|                      | Parciales: –, –, –, –                                                                           |                      |                                                                                    |                                                           |  |
|                      | Estadísticas Alexander Quincy Lamount 26 Alexander Quincy Lamount 10 Alexander Quincy Lamount 3 | Reporte Pts Reb Asts | Estadísticas 20 Jeffrey Le Roy Clifton 7 Jeffrey Le Roy Clifton 2 Enrique Elhordoy | Pabellón: Polideportivo Municipal Carlos Cerutti, Córdoba |  |

| 12 de febrero, 20:00 | Trouville                                                                            | 90–85                | Provincial Llanquihue                                                                      |                                                           |  |
|                      | Parciales: –, –, –, –                                                                |                      |                                                                                            |                                                           |  |
|                      | Estadísticas Jeffrey Le Roy Clifton 26 Jeffrey Le Roy Clifton 10 Facundo Hernández 4 | Reporte Pts Reb Asts | Estadísticas 28 Patricio Briones Moeller 18 Yark Michael Martínez 3 Francisco Javier Véliz | Pabellón: Polideportivo Municipal Carlos Cerutti, Córdoba |  |

| 12 de febrero, 22:00 | Atenas                                                            | 82–68                | Minas Tênis Clube                                                                      |                                                           |  |
|                      | Parciales: –, –, –, –                                             |                      |                                                                                        |                                                           |  |
|                      | Estadísticas Joshua Pittman 35 Diego Osella 12 Quincy Alexander 2 | Reporte Pts Reb Asts | Estadísticas 24 Aylton Cardoso Tesch 12 Jefferson Souza Sobral 3 Flávio Aurélio Soares | Pabellón: Polideportivo Municipal Carlos Cerutti, Córdoba |  |

### Grupo D - Puerto La Cruz, Venezuela
| Pos. | Equipo                | Pts | PJ | PG | PP | PF  | PC  | Dif |
| ---- | --------------------- | --- | -- | -- | -- | --- | --- | --- |
| 1.   | Uberlândia            | 6   | 3  | 3  | 0  | 289 | 233 | +56 |
| 2.   | Marinos de Anzoátegui | 5   | 3  | 2  | 1  | 273 | 267 | +6  |
| 3.   | Los Paisas            | 4   | 3  | 1  | 2  | 267 | 258 | +9  |
| 4.   | La Salle              | 3   | 3  | 0  | 3  | 230 | 301 | -71 |

|  | Clasificado a la siguiente fase del torneo. |

Los horarios corresponde al huso horario de Puerto La Cruz, UTC -4:30.
| 13 de febrero, 15:00 | Uberlândia                                              | 98–73                | La Salle                                                                        |                                               |  |
|                      | Parciales: –, –, –, –                                   |                      |                                                                                 |                                               |  |
|                      | Estadísticas Tony Harris 16 Tony Harris 4 Tony Harris 4 | Reporte Pts Reb Asts | Estadísticas 21 Manuel Nazareno 5 Carlos Carcelen Villegas 4 Jair Jamel Peralta | Pabellón: Gimnasio Luis Ramos, Puerto La Cruz |  |

| 13 de febrero, 17:00 | Marinos                                                                        | 95–82                | Los Paisas                                                                                        |                                               |  |
|                      | Parciales: –, –, –, –                                                          |                      |                                                                                                   |                                               |  |
|                      | Estadísticas James Edward Mayes 24 Darryl Joseph Hardy 4 Darryl Joseph Hardy 4 | Reporte Pts Reb Asts | Estadísticas 20 Willie Derrick Byrd 2 Juan Felipe Montoya Zapata 2 Robert Alexander Blackwell Jr. | Pabellón: Gimnasio Luis Ramos, Puerto La Cruz |  |

| 14 de febrero, 16:00 | Los Paisas                                                                                | 78–87                | Uberlândia                                                              |                                               |  |
|                      | Parciales: –, –, –, –                                                                     |                      |                                                                         |                                               |  |
|                      | Estadísticas Willie Derryck Byrd 23 Robert Alexander Blackwell Jr. 9 John Fredy Giraldo 2 | Reporte Pts Reb Asts | Estadísticas 18 Joelcio Joerke 7 Cláudio Antonio Clemente 2 Tony Harris | Pabellón: Gimnasio Luis Ramos, Puerto La Cruz |  |

| 14 de febrero, 19:00 | Marinos                                                                                 | 96–81                | La Salle                                                            |                                               |  |
|                      | Parciales: –, –, –, –                                                                   |                      |                                                                     |                                               |  |
|                      | Estadísticas Elvis Montero 28 Tomas Rafael Aguilera 12 Yumerving Ernesto Mijares Luna 5 | Reporte Pts Reb Asts | Estadísticas 23 Manuel Nazareno 7 Manuel Nazareno 3 Manuel Nazareno | Pabellón: Gimnasio Luis Ramos, Puerto La Cruz |  |

| 15 de febrero, 18:00 | La Salle                                                                                      | 76–107               | Los Paisas                                                                                           |                                               |  |
|                      | Parciales: –, –, –, –                                                                         |                      | |                                               |  |
|                      | Estadísticas Eric Omar Cardenas Marcias 20 Eric Omar Cardenas Marcias 10 Jair Jamel Peralta 6 | Reporte Pts Reb Asts | Estadísticas 20 Juan Felipe Montoya Zapata 6 Juan Felipe Montoya Zapata 5 Juan Felipe Montoya Zapata | Pabellón: Gimnasio Luis Ramos, Puerto La Cruz |  |

| 15 de febrero, 20:00 | Marinos                                                                                    | 82–104               | Uberlândia                                                             |                                               |  |
|                      | Parciales: –, –, –, –                                                                      |                      |                                                                        |                                               |  |
|                      | Estadísticas James Edward Maye 20 Tomás Rafael Aguilera 4 Yumerving Ernesto Mijares Luna 5 | Reporte Pts Reb Asts | Estadísticas 22 Tonis Harris 3 Tonis Harris 10 Valter Apolinario Silva | Pabellón: Gimnasio Luis Ramos, Puerto La Cruz |  |

## Play offs
|  | Cuartos de final | Cuartos de final | Cuartos de final | Cuartos de final |    |              | Semifinales       | Semifinales       | Semifinales       | Semifinales       |  |            | Final            | Final            | Final            | Final            | Final            | Final            |  |
|  | 1 al 10 de marzo | 1 al 10 de marzo | 1 al 10 de marzo | 1 al 10 de marzo |    |              | 17 al 24 de marzo | 17 al 24 de marzo | 17 al 24 de marzo | 17 al 24 de marzo |  |            | 6 al 20 de abril | 6 al 20 de abril | 6 al 20 de abril | 6 al 20 de abril | 6 al 20 de abril | 6 al 20 de abril |  |
|  |                  |                  |                  |                  |    |              |                   |                   |                   |                   |  |            |                  |                  |                  |                  |                  |                  |  |
|  |                  |                  |                  |                  |    |              |                   |                   |                   |                   |  |            |                  |                  |                  |                  |                  |                  |  |
|  | U. Católica      | 90               | 55               | 80               |    |              |                   |                   |                   |                   |  |            |                  |                  |                  |                  |                  |                  |  |
|  | U. Católica      | 90               | 55               | 80               |    |              |                   |                   |                   |                   |  |            |                  |                  |                  |                  |                  |                  |  |
|  | Libertad (S)     | 87               | 80               | 91               |    |              |                   |                   |                   |                   |  |            |                  |                  |                  |                  |                  |                  |  |
|  | Libertad (S)     | 87               | 80               | 91               |    | Libertad (S) | 60                | 86                | 81                |                   |  |            |                  |                  |                  |                  |                  |                  |  |
|  |                  |                  |                  |                  |    | Libertad (S) | 60                | 86                | 81                |                   |  |            |                  |                  |                  |                  |                  |                  |  |
|  |                  |                  | Uberlândia       | 64               | 78 | 86           |                   |                   |                   |                   |  |            |                  |                  |                  |                  |                  |                  |  |
|  | Uberlândia       | 87               | Uberlândia       | 64               | 78 | 86           | 83                | 91                |                   |                   |  |            |                  |                  |                  |                  |                  |                  |  |
|  | Uberlândia       | 87               |                  |                  |    |              |                   |                   |                   |                   |  |            |                  |                  |                  |                  |                  |                  |  |
|  | Minas TC         | 94               | 71               | 75               |    |              |                   |                   |                   |                   |  |            |                  |                  |                  |                  |                  |                  |  |
|  | Minas TC         | 94               | 71               | 75               |    |              |                   |                   |                   |                   |  | Uberlândia | 82               | 86               | 90               | 113              | 76               |                  |  |
|  |                  |                  |                  |                  |    |              |                   |                   |                   |                   |  | Uberlândia | 82               | 86               | 90               | 113              | 76               |                  |  |
|  |                  |                  | Atenas           | 83               | 85 | 97           | 104               | 79                |                   |                   |  |            |                  |                  |                  |                  |                  |                  |  |
|  | Ribeirão Preto   | 94               | Atenas           | 83               | 85 | 97           | 104               | 79                | 109               | 87                |  |            |                  |                  |                  |                  |                  |                  |  |
|  | Ribeirão Preto   | 94               |                  |                  |    |              |                   |                   | 109               | 87                |  |            |                  |                  |                  |                  |                  |                  |  |
|  | Boca Juniors     | 106              | 107              | 96               |    |              |                   |                   |                   |                   |  |            |                  |                  |                  |                  |                  |                  |  |
|  | Boca Juniors     | 106              | 107              | 96               |    | Boca Juniors | 109               | 93                | 84                |                   |  |            |                  |                  |                  |                  |                  |                  |  |
|  |                  |                  |                  |                  |    | Boca Juniors | 109               | 93                | 84                |                   |  |            |                  |                  |                  |                  |                  |                  |  |
|  |                  |                  | Atenas           | 114              | 49 | 92           |                   |                   |                   |                   |  |            |                  |                  |                  |                  |                  |                  |  |
|  | Atenas           | 81               | Atenas           | 114              | 49 | 92           | 91                | 93                |                   |                   |  |            |                  |                  |                  |                  |                  |                  |  |
|  | Atenas           | 81               |                  |                  |    |              |                   |                   |                   |                   |  |            |                  |                  |                  |                  |                  |                  |  |
|  | Marinos          | 106              | 67               | 79               |    |              |                   |                   |                   |                   |  |            |                  |                  |                  |                  |                  |                  |  |
|  | Marinos          | 106              | 67               | 79               |    |              |                   |                   |                   |                   |  |            |                  |                  |                  |                  |                  |                  |  |
|  |                  |                  |                  |                  |    |              |                   |                   |                   |                   |  |            |                  |                  |                  |                  |                  |                  |  |

El equipo que figura primero en cada llave es el que obtuvo la ventaja de localías.

### Cuartos de final
Universidad Católica - Libertad (Sunchales)
| 3 de marzo, 21:00 (UTC -3) | Libertad                                                          | 87–90                | Universidad Católica                                                                                         |                                             |  |  |
|                            | Parciales: –, –, –, –                                             |                      | |                                             |  |  |
|                            | Estadísticas José Vargas 29 José Vargas 13 Charles Rahmel Jones 5 | Reporte Pts Reb Asts | Estadísticas 28 Percy Christopher Werth Moreno 12 Levour Christopher Warren 5 Percy Christopher Werth Moreno | Pabellón: El Hogar de Los Tigres, Sunchales |  |  |
| serie 0 - 1                |                                                                   |                      | |                                             |  |  |
|                            |                                                                   |                      | |                                             |  |  |

| 9 de marzo, 21:30 (UTC -3) | Universidad Católica                                                                          | 55–80                | Libertad                                                          |                                                  |  |  |
|                            | Parciales: 17–23, 19–19, 7–13, 12–25                                                          |                      |                                                                   |                                                  |  |  |
|                            | Estadísticas Justin Aronel Howard 17 Justin Aronel Howard 15 Percy Christopher Werth Moreno 4 | Reporte Pts Reb Asts | Estadísticas 13 José Vargas 13 José Vargas 6 Charles Rahmel Jones | Pabellón: Estadio U. Católica, Santiago de Chile |  |  |
| serie 1 - 1                |                                                                                               |                      |                                                                   |                                                  |  |  |
|                            |                                                                                               |                      |                                                                   |                                                  |  |  |

| 9 de marzo, 21:30 (UTC -3) | Universidad Católica                                                                               | 80–91                | Libertad                                                          |                                                  |  |  |
|                            | Parciales: –, –, –, –                                                                              |                      |                                                                   |                                                  |  |  |
|                            | Estadísticas Percy Christopher Werth Moreno 24 Justin Aronel Howard 14 Levour Christopher Warren 3 | Reporte Pts Reb Asts | Estadísticas 19 José Vargas 10 José Vargas 3 Charles Rahmel Jones | Pabellón: Estadio U. Católica, Santiago de Chile |  |  |
| serie 1 - 2                | |                      |                                                                   |                                                  |  |  |
|                            | |                      |                                                                   |                                                  |  |  |

Uberlândia - Minas Tênis Clube
| 4 de marzo, 20:00 (UTC -3) | Minas Tênis Clube                                                                            | 94–87                | Uberlândia                                                             |                                                      |  |  |
|                            | Parciales: –, –, –, –                                                                        |                      |                                                                        |                                                      |  |  |
|                            | Estadísticas Aylton Cardoso Tesch 20 Michel Ferreira Do Nascimento 9 Frederico Lima Santos 8 | Reporte Pts Reb Asts | Estadísticas 17 Rogério Klafke 4 Tony Harris 8 Valter Apolinario Silva | Pabellón: Arena Juscelino Kubitschek, Belo Horizonte |  |  |
| serie 1 - 0                |                                                                                              |                      |                                                                        |                                                      |  |  |
|                            |                                                                                              |                      |                                                                        |                                                      |  |  |

| 6 de marzo, 14:00 (UTC -3) | Uberlândia                                                               | 83–71                | Minas Tênis Clube                                                                     |                                          |  |  |
|                            | Parciales: –, –, –, –                                                    |                      |                                                                                       |                                          |  |  |
|                            | Estadísticas Tony Harris 20 Joelcio Joerke 9 Hélio Rubens Garcia Filho 6 | Reporte Pts Reb Asts | Estadísticas 20 Jefferson Souza Sobal 9 Jefferson Souza Sobal 4 Frederico Lima Santos | Pabellón: Ginásio Sabiazinho, Uberlândia |  |  |
| serie 1 - 1                |                                                                          |                      |                                                                                       |                                          |  |  |
|                            |                                                                          |                      |                                                                                       |                                          |  |  |

| 7 de marzo, 00:00 (UTC -3) | Uberlândia                                                                                    | 91–75                | Minas Tênis Clube                                                                     |                                          |  |  |
|                            | Parciales: 20–27, 28–13, 21–17, 22–18                                                         |                      |                                                                                       |                                          |  |  |
|                            | Estadísticas Hélio Rubens Garcia Filho 21 Valter Apolinario Silva 9 Valter Apolinario Silva 8 | Reporte Pts Reb Asts | Estadísticas 19 Jefferson Souza Sobral 6 Aylton Cardoso Tesch 4 Frederico Lima Santos | Pabellón: Ginásio Sabiazinho, Uberlândia |  |  |
| serie 2 - 1                |                                                                                               |                      |                                                                                       |                                          |  |  |
|                            |                                                                                               |                      |                                                                                       |                                          |  |  |

Ribeirão Preto - Boca Juniors
| 2 de marzo, 20:00 (UTC -3) | Boca Juniors                                                            | 106–94               | Ribeirão Preto                                      |                                                 |  |  |
|                            | Parciales: –, –, –, –                                                   |                      |                                                     |                                                 |  |  |
|                            | Estadísticas Paolo Quinteros 30 Diego Aníbal Guaita 4 Paolo Quinteros 5 | Reporte Pts Reb Asts | Estadísticas 21 Arthur Luiz Belchor Silva sin datos | Pabellón: Microestadio Luis Conde, Buenos Aires |  |  |
| serie 1 - 0                |                                                                         |                      |                                                     |                                                 |  |  |
|                            |                                                                         |                      |                                                     |                                                 |  |  |

| 9 de marzo, 20:00 (UTC -3) | Ribeirão Preto                                                                   | 109–107              | Boca Juniors                                                            |                                          |  |  |
|                            | Parciales: –, –, –, –                                                            |                      |                                                                         |                                          |  |  |
|                            | Estadísticas Renato Lamas Pinto 21 Tiago Valentin de Lima 7 Renato Lamas Pinto 8 | Reporte Pts Reb Asts | Estadísticas 25 Byron Wilson 6 Martín Leiva 6 Pablo Sebastián Rodríguez | Pabellón: Ginásio UNICOC, Ribeirão Preto |  |  |
| serie 1 - 1                |                                                                                  |                      |                                                                         |                                          |  |  |
|                            |                                                                                  |                      |                                                                         |                                          |  |  |

| 10 de marzo, 20:00 (UTC -3) | Ribeirão Preto                                                                                    | 87–96                | Boca Juniors                                                                     |                                          |  |  |
|                             | Parciales: 20–19, 17–27, 25–25, 25–25                                                             |                      |                                                                                  |                                          |  |  |
|                             | Estadísticas Marcio Santos Cipriano 20 Tiago Valentin de Lima 9 Welington Reginaldo Dos Santos 10 | Reporte Pts Reb Asts | Estadísticas 32 Byron Wilson 7 Juan Pablo Sartorelli 3 Pablo Sebastián Rodríguez | Pabellón: Ginásio UNICOC, Ribeirão Preto |  |  |
| serie 1 - 2                 |                                                                                                   |                      |                                                                                  |                                          |  |  |
|                             |                                                                                                   |                      |                                                                                  |                                          |  |  |

Atenas de Córdoba - Marinos de Anzoátegui
| 1 de marzo, 20:00 (UTC -4:30) | Marinos                                                                                               | 106–81               | Atenas                                                                |                                               |  |  |
|                               | Parciales: –, –, –, –                                                                                 |                      |                                                                       |                                               |  |  |
|                               | Estadísticas Jermaine Sherard Walker 26 Kervin Alejandro Bracho Rodríguez 5 Jermaine Sherard Walker 6 | Reporte Pts Reb Asts | Estadísticas 18 Joshua Pittman 7 Alejandro Reinick 4 Facundo Sucatzky | Pabellón: Gimnasio Luis Ramos, Puerto La Cruz |  |  |
| serie 1 - 0                   | |                      |                                                                       |                                               |  |  |
|                               | |                      |                                                                       |                                               |  |  |

| 9 de marzo, 22:00 (UTC -3) | Atenas                                                                       | 91–67                | Marinos                                                                             |                                                           |  |  |
|                            | Parciales: –, –, –, –                                                        |                      |                                                                                     |                                                           |  |  |
|                            | Estadísticas Fernando Funes 24 Quincy Lamount Alexander 9 Facundo Sucatzky 3 | Reporte Pts Reb Asts | Estadísticas 16 Tomas Rafael Aguilera 9 Tomas Rafael Aguilera 2 José Manuel Briceño | Pabellón: Polideportivo Municipal Carlos Cerutti, Córdoba |  |  |
| serie 1 - 1                |                                                                              |                      |                                                                                     |                                                           |  |  |
|                            |                                                                              |                      |                                                                                     |                                                           |  |  |

| 10 de marzo, 22:00 (UTC -3) | Atenas                                                                  | 93–79                | Marinos                                                                      |                                                           |  |  |
|                             | Parciales: –, –, –, –                                                   |                      |                                                                              |                                                           |  |  |
|                             | Estadísticas Quincy Lamount Alexander 23 Diego Osella 15 Diego Osella 5 | Reporte Pts Reb Asts | Estadísticas 15 Tomas Rafael Aguilera 8 Tomas Rafael Aguilera 3 Elvis Moreno | Pabellón: Polideportivo Municipal Carlos Cerutti, Córdoba |  |  |
| serie 2 - 1                 |                                                                         |                      |                                                                              |                                                           |  |  |
|                             |                                                                         |                      |                                                                              |                                                           |  |  |

### Semifinales
Libertad (Sunchales) - Uberlândia
| 17 de marzo, 20:00 (UTC -3) | Uberlândia                                                                                            | 64–60                | Libertad                                                         |                                          |  |  |
|                             | Parciales: 21–15, 16–14, 14–16, 13–15                                                                 |                      |                                                                  |                                          |  |  |
|                             | Estadísticas Vanderson Camargos Trigueiro 17 Vanderson Camargos Trigueiro 8 Valter Apolinario Silva 8 | Reporte Pts Reb Asts | Estadísticas 17 José Vargas 6 José Vargas 6 Charles Rahmel Jones | Pabellón: Ginásio Sabiazinho, Uberlândia |  |  |
| serie: 1 - 0                | |                      |                                                                  |                                          |  |  |
|                             | |                      |                                                                  |                                          |  |  |

| 23 de marzo, 21:00 (UTC -3) | Libertad                                                          | 86–78                | Uberlândia                                                              |                                             |  |  |
|                             | Parciales: –, –, –, –                                             |                      |                                                                         |                                             |  |  |
|                             | Estadísticas José Vargas 24 José Vargas 14 Charles Rahmel Jones 7 | Reporte Pts Reb Asts | Estadísticas 20 Rogério Klafke 7 Tony Harris 3 Valter Apolinario Salvia | Pabellón: El Hogar de los Tigres, Sunchales |  |  |
| serie: 1 - 1                |                                                                   |                      |                                                                         |                                             |  |  |
|                             |                                                                   |                      |                                                                         |                                             |  |  |

| 24 de marzo, 21:00 (UTC -3) | Libertad                                                           | 81–86                | Uberlândia                                                               |                                             |  |  |
|                             | Parciales: –, –, –, –                                              |                      |                                                                          |                                             |  |  |
|                             | Estadísticas Diego Cavaco 31 José Vargas 10 Charles Rahmel Jones 5 | Reporte Pts Reb Asts | Estadísticas 17 Valter Apolinario Salvia 10 Joelcio Joerke 6 Tony Harris | Pabellón: El Hogar de los Tigres, Sunchales |  |  |
| serie: 1 - 2                |                                                                    |                      |                                                                          |                                             |  |  |
|                             |                                                                    |                      |                                                                          |                                             |  |  |

Boca Juniors - Atenas de Córdoba
| 18 de marzo, 21:00 (UTC -3) | Atenas                                                                        | 114–109              | Boca Juniors                                                                  |                                                           |  |  |
|                             | Parciales: –, –, –, –                                                         |                      |                                                                               |                                                           |  |  |
|                             | Estadísticas Joshua Pittman 26 Quincy Lamount Alexander 12 Facundo Sucatzky 5 | Reporte Pts Reb Asts | Estadísticas 28 Paolo Quinteros 6 Carlos Matías Sandes 4 Carlos Matías Sandes | Pabellón: Polideportivo Municipal Carlos Cerutti, Córdoba |  |  |
| serie: 1 - 0                |                                                                               |                      |                                                                               |                                                           |  |  |
|                             |                                                                               |                      |                                                                               |                                                           |  |  |

| 23 de marzo, 20:00 (UTC -3) | Boca Juniors                                                            | 93–49                | Atenas                                                         |                                                 |  |  |
|                             | Parciales: –, –, –, –                                                   |                      |                                                                |                                                 |  |  |
|                             | Estadísticas Paolo Quinteros 16 Diego Aníbal Guaita 7 Paolo Quinteros 4 | Reporte Pts Reb Asts | Estadísticas 10 Diego Osella 6 Fernando Funes 1 Joshua Pittman | Pabellón: Microestadio Luis Conde, Buenos Aires |  |  |
| serie: 1 - 1                |                                                                         |                      |                                                                |                                                 |  |  |
|                             |                                                                         |                      |                                                                |                                                 |  |  |

| 24 de marzo, 20:00 (UTC -3) | Boca Juniors                                                                       | 84–92                | Atenas                                                      |                                                 |  |  |
|                             | Parciales: –, –, –, –                                                              |                      |                                                             |                                                 |  |  |
|                             | Estadísticas Paolo Quinteros 20 Carlos Matías Sandes 4 Pablo Sebastián Rodríguez 1 | Reporte Pts Reb Asts | Estadísticas 19 Diego Osella 12 Diego Osella 2 Diego Osella | Pabellón: Microestadio Luis Conde, Buenos Aires |  |  |
| serie: 1 - 2                |                                                                                    |                      |                                                             |                                                 |  |  |
|                             |                                                                                    |                      |                                                             |                                                 |  |  |

### Final
Uberlândia - Atenas
| 6 de abril, 21:00 (UTC -3) | Uberlândia                                                                         | 82–83                | Atenas                                                            |                                          |  |  |
|                            | Parciales: 26–32, 19–8, 16–23, 21–20                                               |                      |                                                                   |                                          |  |  |
|                            | Estadísticas Rogério Klafke 24 Valter Apolinario Silva 8 Valter Apolinario Silva 7 | Reporte Pts Reb Asts | Estadísticas 26 Fernando Funes 10 Diego Osella 6 Facundo Sucatzky | Pabellón: Ginásio Sabiazinho, Uberlândia |  |  |
| serie: 0 - 1               |                                                                                    |                      |                                                                   |                                          |  |  |
|                            |                                                                                    |                      |                                                                   |                                          |  |  |

| 7 de abril, 21:00 (UTC -3) | Uberlândia                                                                             | 86–85                | Atenas                                                                       |                                          |  |  |
|                            | Parciales: 26–22, 16–18, 18–24, 26–21                                                  |                      |                                                                              |                                          |  |  |
|                            | Estadísticas José Estevam Ferreira Jr. 18 Rogério Klafke 10 Valter Apolinario Silva 11 | Reporte Pts Reb Asts | Estadísticas 24 Joshua Pittman 6 Quincy Lamount Alexander 8 Facundo Sucatzky | Pabellón: Ginásio Sabiazinho, Uberlândia |  |  |
| serie: 1 - 1               |                                                                                        |                      |                                                                              |                                          |  |  |
|                            |                                                                                        |                      |                                                                              |                                          |  |  |

| 13 de abril, 21:00 (UTC -3) | Anteas                                                                | 97–90                | Uberlândia                                                                       |                                                           |  |  |
|                             | Parciales: –, –, –, –                                                 |                      |                                                                                  |                                                           |  |  |
|                             | Estadísticas Joshua Pittman 33 Quincy Alexander 10 Facundo Sucatzky 6 | Reporte Pts Reb Asts | Estadísticas 22 Valter Apolinario Silva 7 Claudio Antonio Clemente 5 Tony Harris | Pabellón: Polideportivo Municipal Carlos Cerutti, Córdoba |  |  |
| serie: 2 - 1                |                                                                       |                      |                                                                                  |                                                           |  |  |
|                             |                                                                       |                      |                                                                                  |                                                           |  |  |

| 14 de abril, 21:00 (UTC -3) | Atenas                                                             | 104–113              | Uberlândia                                                                         |                                                           |  |  |
|                             | Parciales: –, –, –, –                                              |                      |                                                                                    |                                                           |  |  |
|                             | Estadísticas Facundo Sucatzky 22 Diego Osella 6 Facundo Sucatzky 5 | Reporte Pts Reb Asts | Estadísticas 26 Rogério Klafke 3 Valter Apolinario Silva 3 Valter Apolinario Silva | Pabellón: Polideportivo Municipal Carlos Cerutti, Córdoba |  |  |
| serie: 2 - 2                |                                                                    |                      |                                                                                    |                                                           |  |  |
|                             |                                                                    |                      |                                                                                    |                                                           |  |  |

| 20 de abril, 21:00 (UTC -3) | Uberlândia                                                                      | 76–79                | Atenas                                                                       |                                          |  |  |
|                             | Parciales: 19–19, 21–27, 20–22, 16–11                                           |                      |                                                                              |                                          |  |  |
|                             | Estadísticas Tony Harris 20 Valter Apolinario Silva 5 Valter Apolinario Silva 5 | Reporte Pts Reb Asts | Estadísticas 18 Héctor Campana 6 Quincy Lamount Alexander 7 Facundo Sucatzky | Pabellón: Ginásio Sabiazinho, Uberlândia |  |  |
| serie: 2 - 3                |                                                                                 |                      |                                                                              |                                          |  |  |
|                             |                                                                                 |                      |                                                                              |                                          |  |  |

Atenas de Córdoba

Campeón

Tercer título

## Plantel campeón
Fuente: Web oficial Archivado el 2 de mayo de 2014 en Wayback Machine.
| No | Jugador                  |
| -- | ------------------------ |
| 4  | Joshua Pittman           |
| 5  | Héctor Campana           |
| 5  | Carlos Leonel Schattmann |
| 6  | Facundo Sucatzky         |
| 7  | Marcos Figueroa          |
| 8  | Fernando Funes           |
| 9  | Guillermo Lábaque        |
| 10 | Quincy Alexander         |
| 11 | Diego Osella             |
| 12 | Juan Pablo Figueroa      |
| 13 | Luis Emilio Villar       |
| 14 | Pablo Moya               |
| 15 | Alejandro Reinick        |

Entrenador:  Mario Milanesio

## Estadísticas individuales
| Máximos anotadores | Máximos anotadores | Máximos anotadores | Máximos anotadores |
| Jugador            | Equipo             | Anotaciones        | PJ                 |
| ------------------ | ------------------ | ------------------ | ------------------ |
| Joshua Pittman     | Atenas             | 284                | 14                 |
| Quincy Lamount     | Atenas             | 212                | 14                 |
| Facundo Sucatzky   | Atenas             | 210                | 14                 |
| Tony Harris        | Uberlândia         | 206                | 14                 |
| Paolo Quinteros    | Boca Juniors       | 190                | 9                  |
| Rogéiro Klafke     | Uberlândia         | 184                | 14                 |

| Más rebotes             | Más rebotes  | Más rebotes | Más rebotes |
| Jugador                 | Equipo       | Reb         | PJ          |
| ----------------------- | ------------ | ----------- | ----------- |
| Diego Osella            | Atenas       | 107         | 14          |
| Quincy Lamount          | Atenas       | 92          | 14          |
| José Vargas             | Libertad (S) | 86          | 9           |
| Justin Arone Howard     | U. Católica  | 64          | 6           |
| Joelcio Joerke          | Uberlândia   | 56          | 14          |
| Valter Apolinario Silva | Uberlândia   | 54          | 14          |

| Más asistencias         | Más asistencias | Más asistencias | Más asistencias |
| Jugador                 | Equipo          | as              | PJ              |
| ----------------------- | --------------- | --------------- | --------------- |
| Valter Apolinario Silva | Uberlândia      | 80              | 14              |
| Facundo Sucatzky        | Atenas          | 63              | 14              |
| Welington Reginaldo     | Ribeirão Preto  | 48              | 6               |
| Tony Harris             | Uberlândia      | 37              | 14              |
| Charles Rahmel Jones    | Libertad (S)    | 36              | 9               |
| Renato Lamas Pinto      | Ribeirão Preto  | 31              | 6               |